# Magnus of Angus
Magnus of Angus (auch Magnus (II), Earl of Caithness und Earl bzw. Jarl von Orkney (* zwischen 1175 und 1185; † 1239) war ein schottischer Adeliger.

## Herkunft
Die Herkunft von Magnus ist unklar. Er entstammte wahrscheinlich der Familie der Earls of Angus, doch seine genaue Herkunft ist ungeklärt. Wahrscheinlich gehörte er dem Zweig der Familie an, der mit dem 1198 getöteten Harald Ungi bereits einen kurzzeitigen Earl of Caithness gestellt hatte. Er war vielleicht ein jüngerer Sohn von Gillebride, 1. Earl of Angus oder von dessen Sohn Gille Críst, 3. Earl of Angus. Vielleicht war er auch ein jüngerer Sohn von Malcolm, 5. Earl of Angus. Mütterlicherseits war er vermutlich ein Nachfahre von Ingrid, einer Tochter des Orkneyjarls Rögnvald Kali Kolsson.

## Aufstieg zum Earl of Caithness und Jarl von Orkney
Nachdem John Haraldson, Earl of Caithness und Jarl von Orkney 1231 ermordet worden war, war dessen Nachfolge ungeklärt. Caithness stand unter der Oberhoheit der schottischen Könige, während Orkney unter der Oberhoheit der Könige von Norwegen standen, zu deren Reich auch die westschottischen Hebriden gehörten. In Urkunden des schottischen Königs Alexander II. wurde zunächst Malcolm, 5. Earl of Angus, dann am 7. Juli 1235 Walter Comyn, Earl of Menteith als Earl of Caithness tituliert. Danach wurde 1235 oder 1236 Caithness an Magnus vergeben, wobei er das Earldom in zwei Teilen erhielt. Am 26. Juli 1236 bezeugte Magnus in Inverness eine Urkunde des schottischen Königs Alexander II. Damit war er der erste Earl of Caithness, der eine Urkunde eines schottischen Königs bezeugte.  Um 1236 bestätigte der norwegische König Håkon IV. auch als Jarl von Orkney.

## Erbe
Magnus starb bereits wenige Jahre später. Seine Erbinnen waren nach schottischem Recht die Töchter von Johanna, die vielleicht eine Tochter von John Haraldson war, und ihres Mannes Freskin de Moravia, einem Neffen des Earl of Sutherland. Eine dieser Töchter war mit John Comyn, Earl of Angus verheiratet, dessen Verwandter Walter Comyn 1235 kurzzeitig als Earl of Caithness tituliert worden war. Da nach nordischem Recht die Töchter jedoch nicht erbberechtigt waren, erhielt ein anderes männliches Mitglied der Familie Angus, Gilbert Caithness und Orkney.